# Žitná-Radiša
Žitná-Radiša este o comună slovacă, aflată în districtul Bánovce nad Bebravou din regiunea Trenčín, pe malul râului Radiša⁠(d). Localitatea se află la altitudinea de 275 m deasupra n.m., se întinde pe o suprafață de 17,77 km2 și în 2017 număra 449 de locuitori.

## Istoric
Localitatea Žitná-Radiša este atestată documentar din 1295.

## Demografie
| An:                | 1994 | 2004   | 2014   | 2024   |
| ------------------ | ---- | ------ | ------ | ------ |
| Număr de persoane: | 475  | 458    | 454    | 436    |
| Diferență:         |      | −3,57% | −0,87% | −3,96% |

| An:                | 2023 | 2024   |
| ------------------ | ---- | ------ |
| Număr de persoane: | 443  | 436    |
| Diferență:         |      | −1,58% |